# Donaat Deriemaeker
Donaat Deriemaeker (Ronse, 30 augustus 1966) is een Vlaams voormalig televisiepresentator.
Deriemaeker liep school aan het Sint-Antoniuscollege te Ronse. Daar volgde hij de Latijn-Griekse afdeling. Hij volgde daarna het Hoger Instituut voor Grafisch Onderwijs (Higro) te Mariakerke.
In september 1989 won hij de talentenjacht Sterrenwacht van de BRT. Hij interviewde tijdens deze wedstrijd Jacques Vermeire, Jan Decorte en Sonja Barend. Vervolgens presenteerde hij voor de BRT/BRTN de spelprogramma's Baraka (1990-1993) en Tartufo (1994-1996). Samen met Margriet Hermans presenteerde hij ook De Niks voor Niks Show (1996). Vanaf 1996 nam hij de presentatie van Zeg eens euh! over van Gert Verhulst.
Tussendoor maakte Deriemaeker ook reportages voor de zomermagazines van de VRT: Zonnekloppers en Reyersdijk.
Hij was ook tussen 2000 en 2002 enkele zomers lang te zien op de West-Vlaamse zender Focus-WTV. Daar maakte hij een spelprogramma samen met cartoonist Nesten: Zomer in Nesten.
In de zomer van 2005 en 2006 presenteerde hij voor de Oost-Vlaamse regionale zender AVS het programma Smaakmaker. In 2014 presenteerde hij eenmalig De Ideale Wereld op VIER.
Tegenwoordig is Deriemaeker zaakvoerder van een drukkerij in Nukerke die gesticht werd in 1947 door zijn grootvader, Jozef Deriemaeker.
Sinds zijn 17 jaar is hij actief in de theaterwereld in het gezelschap Theater VTV te Ronse, waar hij de voorzitter van was van 2004 tot 2017. Van 27 januari 2017 was hij artistiek leider van het gezelschap, een vierjarig mandaat.
Deriemaeker is een van de vaste presentatoren van Vlaanderen Zingt, een muzikaal meezingprogramma dat rondtrekt in heel Vlaanderen.
In de zomer van 2020 presenteerde hij samen met Stef Poelmans het muziekprogramma Vlaanderen Zingt op MENT TV.
Vanaf 2021 is hij ook te zien als acteur bij Het Farcetheater.  
Deriemaeker is gehuwd en heeft drie dochters.